# Euophrys menemerella
Euophrys menemerella là một loài nhện trong họ Salticidae.
Loài này thuộc chi Euophrys. Euophrys menemerella được Embrik Strand miêu tả năm 1909.